# Gustaf Trolle-Bonde
Gustaf Trolle-Bonde (den äldre), född 28 mars 1773, död 3 januari 1855 i Stockholm, var en svensk greve och mecenat. Han var son till Carl Bonde och farbror till Gustaf Trolle-Bonde den yngre.

## Biografi
Bonde blev 1798 kammarherre hos drottning Fredrika och avancerade inom hovet 1823 till överstekammarjunkare. År 1826 utnämndes han till en av rikets herrar. Såsom innehavare av Trolleholms fideikommiss i Skåne fick han 1809 Kungl. Maj:ts tillstånd att kalla sig Trolle-Bonde och att, jämte sitt eget vapen, nyttja Trollevapnet. Likaledes fick han tillstånd att flytta fideikommissrättigheten från sin fädernegård Björnö till mödernegården Säfstaholm. På denna gård, som hade nedbrunnit 1762, uppförde han 1815 det nuvarande Säfstaholms slott. Han hade stort intresse för konst och litteratur och skapade på slottet avsevärda samlingar på dessa områden. Han lämnade också ekonomiskt stöd till svenska konstnärer. Bonde, som på äldre dagar blev blind, invaldes som ledamot av Vetenskapsakademien 1852.

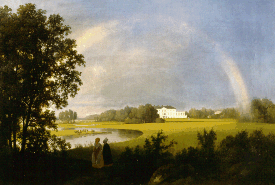
Säfstaholms slott på Gustaf Trolle-Bondes tid.

Den genom arv välsituerade greven Gustaf Trolle-Bonde tillträdde egendomen Säfstaholms slott som 18-åring 1791, och efter en tvåårig bildningsresa på kontinenten utvecklade han Säfstaholm till ett storslaget kulturcentrum med konst, musik och litteratur. Slottet och slottsparken byggdes om i engelsk romantisk stil med hjälp av arkitekten Carl Christoffer Gjörwell d.y. Med ett trettiotal rum i tre våningar, gästrum högst upp, låga flyglar med ljusa terrasser på kortsidorna och cremevit fasad var slottet en sevärdhet i trakten. De stora fönstren var neddragna till golvnivå för att skapa kontakt med den lummiga grönskan utomhus. Ett orangeri tillkom och den stora trädgårdsanläggningen producerade det välbekanta Säfstaholmsäpplet. Större begivenheter i byn utgick ofta från slottet, som de folkliga midsommarfesterna eller stambanans invigning 1862. 
Gustaf Trolle-Bonde, denne sin tids mest berömde ’’grandseigneur’’ kom att under 50 års tid fylla slottet med konstverk av Titian, Rubens, Frans Hals, nordiska genremålare och skulptörer och tidens artister och intellektuella vallfärdade hit för att arbeta under mecenatens beskydd. Elias Martin, Pehr Hilleström, Johan Gustaf Sandberg, Josef Wilhelm Wallander Christian Forssell, Rickard Dybeck, Anders Fryxell. Men även andra gamla original, bankruttörer och föredettingar ingick i umgänget på Sävstaholm. Friherre löjtnant Wilhelm Wachtmeisters far gjorde en uppmärksammad konkurs, varefter han stod meddellös, och inbjöds att bo på Sävstaholm där han vistades några år innan hans ekonomi rett ut sig och han reste till Tyskland för att starta en ny karriär. Lars Jacob von Röök hade en ostadig ekonomi, och bodde vanligen på Sävstaholm när hans pengar tagit slut. Till kretsen hörde även en elsassisk kapten Mauritz Lessing som tjänstgjort i franska armén under Napoleon men sedan blivit krigsfånge och gått i svensk tjänst. Sedan han blivit ofärdig hade han fått fristad på Sävstaholm. Provinsialläkaren i trakten erhöll även fri bostad på Sävstaholm tills en bostad åt honom kunde ordnas. En annan besökare var Olof Eneroth som kom hit för att studera trädgårdskonst, men sedan blev en återkommande besökare på Sävstaholm så länge Tolle-Bonde var i livet.
Man var 20-25 personer vid middagarna, dansade, åkte skridsko, gjorde utflykter, lyssnade på musik, spelade teater och besökte grannarna. Äktenskapet med den unga kusinen Charlotte Bonde upplöstes efter ett par år och greven fick i 60-årsåldern allt större problem med synen. ”Den blinde excellensen” som han nu kallades fortsatte livet ut att hålla hov och understödja de sköna konsterna med den trogne lektören Falkman vid sin sida. 
Det omtalas att de brukade sitta tillsammans på balkongen till Lektyrrummet, Falkman läste högt ur tidningen och greven lyssnade med slutna ögon och välbehag. Balkongdörrarna öppnade sig för vårsolen och i bakgrunden såg man en skymt av kyrktornet. Både konstsamlingen och biblioteket blev de största i privat ägo. Umgänget med de ständiga besökarna blev en kompensation för den familj excellensen själv aldrig fick uppleva.